# Griseosphinx preechari
Griseosphinx preechari är en fjärilsart som beskrevs av Jean-Marie Cadiou och Ian Kitching 1990. Griseosphinx preechari ingår i släktet Griseosphinx och familjen svärmare. Inga underarter finns listade i Catalogue of Life.